# Flowery Branch
Flowery Branch – miasto w Stanach Zjednoczonych, w stanie Georgia, w hrabstwie Hall. Według spisu w 2020 roku liczy 9,4 tys. mieszkańców. 
Według danych z 2020 roku, 6,3% osób deklaruje polskie pochodzenie, co jest jednym z najwyższych odsetków w stanie Georgia.